# RTCN Katowice/Kosztowy
RTCN Katowice/Kosztowy – Radiowo-Telewizyjne Centrum Nadawcze znajdujące się w Mysłowicach. Centrum zostało oddane do użytku 23 czerwca 1976 r. Maszt ma 358,70 metrów wysokości i obecnie jest to pierwszy co do wysokości maszt i jednocześnie obiekt budowlany w Polsce. Jest zbudowany z rur połączonych w segmenty. Maszt wyposażony jest w anteny radiowe, telewizyjne, a także GSM, UMTS i inne. Maszt stoi dzięki piętnastu odciągom.
Wraz z uruchomieniem RTCN Katowice/Kosztowy, nowy obiekt przejął od Centrum Linii Radiowych w Siemianowicach Śląskich-Bytkowie rolę transmitowania polskich programów TV i radiowych dla województwa śląskiego.

## Parametry[2]
- Wysokość posadowienia podpory anteny: 308 m n.p.m.
- Wysokość zawieszenia systemów antenowych: Radio: 200, 238, 282, TV: 245, 251, 310, 345 m n.p.t.

## Transmitowane programy

### Programy telewizyjne – cyfrowe
| Nazwa multipleksu | Częstotliwość (MHz) | Kanał | Moc (kW) | Polaryzacja | Charakterystyka promieniowania | Standard nadawania | Kompresja | Data uruchomienia nadajnika |
| ----------------- | ------------------- | ----- | -------- | ----------- | ------------------------------ | ------------------ | --------- | --------------------------- |
| MUX 1             | 650 MHz             | 43    | 100 kW   | pozioma (H) | dookólna (ND)                  | DVB-T2             | HEVC      | 18 maja 2012                |
| MUX 2             | 490 MHz             | 23    | 100 kW   | pozioma (H) | dookólna (ND)                  | DVB-T2             | HEVC      | 14 lipca 2011               |
| MUX 3 (Katowice)  | 634 MHz             | 41    | 100 kW   | pozioma (H) | kierunkowa (D)                 | DVB-T2             | HEVC      | 27 października 2011        |
| MUX 3 (Kraków)    | 482 MHz             | 22    | 5 kW     | pozioma (H) | kierunkowa (D)                 | DVB-T2             | HEVC      | 9 czerwca 2014              |
| MUX 4             | 474 MHz             | 21    | 100 kW   | pozioma (H) | dookólna (ND)                  | DVB-T2             | HEVC      | 30 czerwca 2021             |
| MUX 6             | 498 MHz             | 24    | 100 kW   | pozioma (H) | dookólna (ND)                  | DVB-T2             | HEVC      | 3 września 2020             |
| MUX 8             | 184,5 MHz           | 6     | 20 kW    | pozioma (H) | kierunkowa (D)                 | DVB-T              | MPEG-4    | 1 sierpnia 2016             |

### Programy radiowe – cyfrowe
| Skład multipleksu | Częstotliwość | Kanał | Moc nadajnika | Polaryzacja | Kierunkowość | Kompresja      |
| --- | ------------- | ----- | ------------- | ----------- | ------------ | -------------- |
| DAB+ - Polskie Radio Program I - Polskie Radio Program II - Polskie Radio Program III - Czwórka - Polskie Radio Dzieciom - Program IV Polskie Radio 24 - Polskie Radio Chopin - Radio Poland - Radio Katowice - Polskie Radio Kierowców | 216,928 MHz   | 11A   | 8,1 kW        | pionowa     | dookólna     | AAC/AAC+/AAC++ |

### Programy radiowe
| LP | Program                   | Nazwa kontrahenta                                                        | Częstotliwość | Moc nadajnika | Polaryzacja |
| -- | ------------------------- | ------------------------------------------------------------------------ | ------------- | ------------- | ----------- |
| 1  | RMF FM                    | Radio Muzyka Fakty Sp. z o.o.                                            | 93,00 MHz     | 60 kW         | pozioma     |
| 2  | Radio Pogoda              | Grupa Radiowa Agory Sp. z o.o.                                           | 94,50 MHz     | 0,50 kW       | pionowa     |
| 3  | Vox FM                    | Radio Eska Rock                                                          | 95,50 MHz     | 0,50 kW       | pionowa     |
| 4  | Polskie Radio Program I   | Polskie Radio S.A.                                                       | 97,90 MHz     | 60 kW         | pozioma     |
| 5  | Radio Eska Śląsk          | Radio Eska S.A.                                                          | 99,10 MHz     | 0,30 kW       | pionowa     |
| 6  | Polskie Radio Program III | Polskie Radio S.A.                                                       | 99,70 MHz     | 60 kW         | pozioma     |
| 7  | Polskie Radio Katowice    | Polskie Radio – Regionalna Rozgłośnia w Katowicach "Radio Katowice" S.A. | 102,20 MHz    | 60 kW         | pozioma     |
| 8  | Radio Zet                 | Radio Zet sp. z o.o.                                                     | 102,80 MHz    | 5 kW          | pionowa     |
| 9  | Radio Maryja              | Prowincja Warszawska Zgromadzenia O.O. Redemptorystów                    | 103,70 MHz    | 3 kW          | pionowa     |
| 10 | Polskie Radio Program II  | Polskie Radio S.A.                                                       | 105,60 MHz    | 60 kW         | pozioma     |
| 11 | Radio eM                  | Radio eM Sp. z o.o.                                                      | 107,60 MHz    | 60 kW         | pozioma     |

## Nienadawane programy telewizyjne

### Wyłączone programy telewizyjne – cyfrowe
Multipleksy testowe wyłączone w związku w wygaśnięciem pozwolenia radiowego.
| Multipleks telewizyjny                                                     | Częstotliwość | Kanał | Moc nadajnika | Polaryzacja | Kompresja   | Data wyłączenia nadawania |
| -------------------------------------------------------------------------- | ------------- | ----- | ------------- | ----------- | ----------- | ------------------------- |
| MUX Polsat HD (testowy) - Polsat News HD - Polsat Film HD                  | 626 MHz       | 40    | 10 kW         | pozioma     | MPEG-4 HEVC | 1 czerwca 2020            |
| MUX TVS HD - TVS HD - Polsat HD - TV Republika - Radio Silesia - TV Okazje | 546 MHz       | 30    | 5 kW          | pozioma     | HEVC        | 1 sierpnia 2024           |

### Wyłączone programy telewizyjne – analogowe
Przekaz analogowy wyłączono 20 maja 2013 r.
| LP | Program               | Właściciel                                 | Częstotliwość | Kanał | Moc nadajnika             | Polaryzacja |
| -- | --------------------- | ------------------------------------------ | ------------- | ----- | ------------------------- | ----------- |
| 1  | TVP1                  | Telewizja Polska S.A.                      | 191,25 MHz    | 8     | 200 kW                    | pozioma     |
| 2  | TVP2                  | Telewizja Polska S.A.                      | 471,25 MHz    | 21    | 450 kW                    | pozioma     |
| 3  | TVN                   | TVN S.A.                                   | 559,25 MHz    | 32    | 30 kW                     | pozioma     |
| 4  | Polsat                | Telewizja Polsat S.A.                      | 679,25 MHz    | 47    | 100 kW                    | pozioma     |
| 5  | TVP Info/TVP Katowice | Telewizja Polska S.A. Oddział w Katowicach | 783,25 MHz    | 60    | 100 kW                    | pozioma     |
| 6  | TVP Info/TVP Kraków   | Telewizja Polska S.A. Oddział w Krakowie   | 639,25 MHz    | 42    | 10 kW (emisja kierunkowa) | pozioma     |

## Galeria

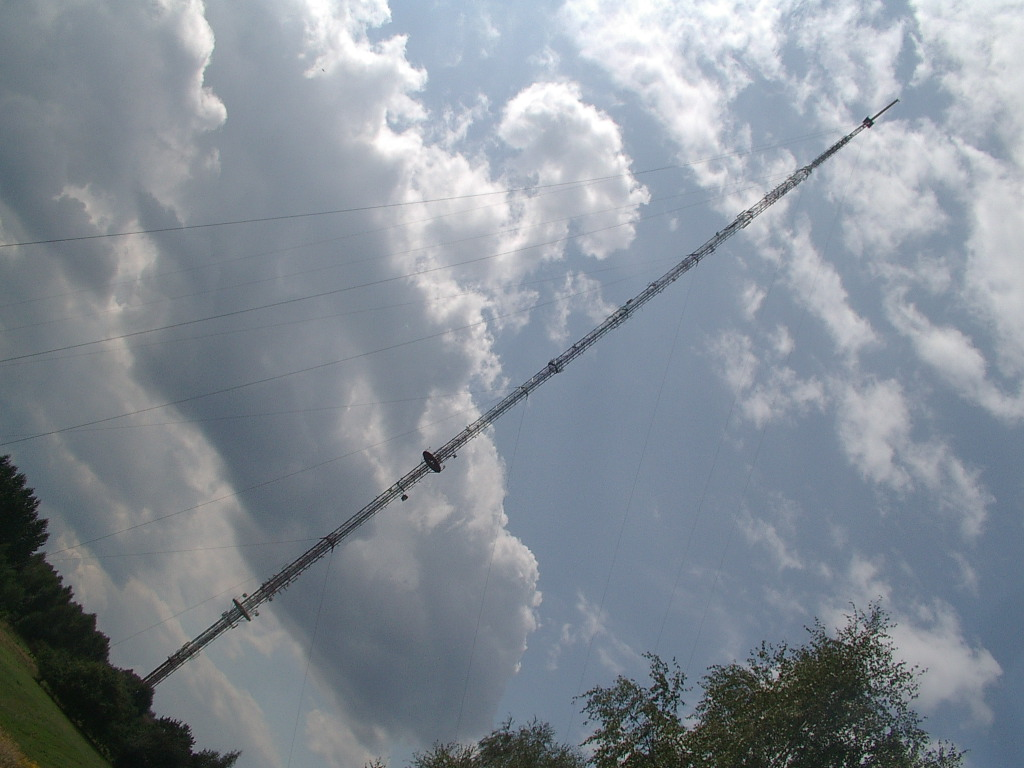
Widok od ulicy Orła Białego
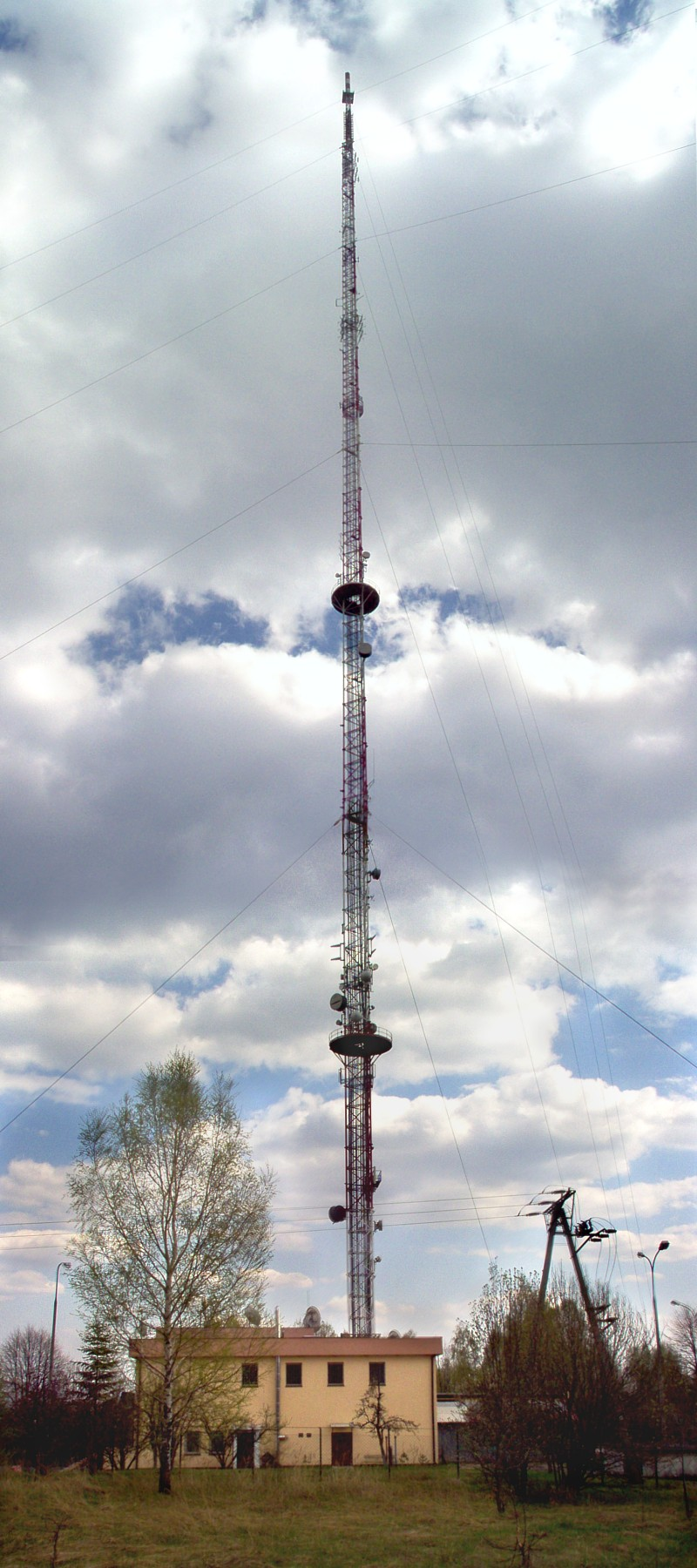
RTCN Katowice/Kosztowy
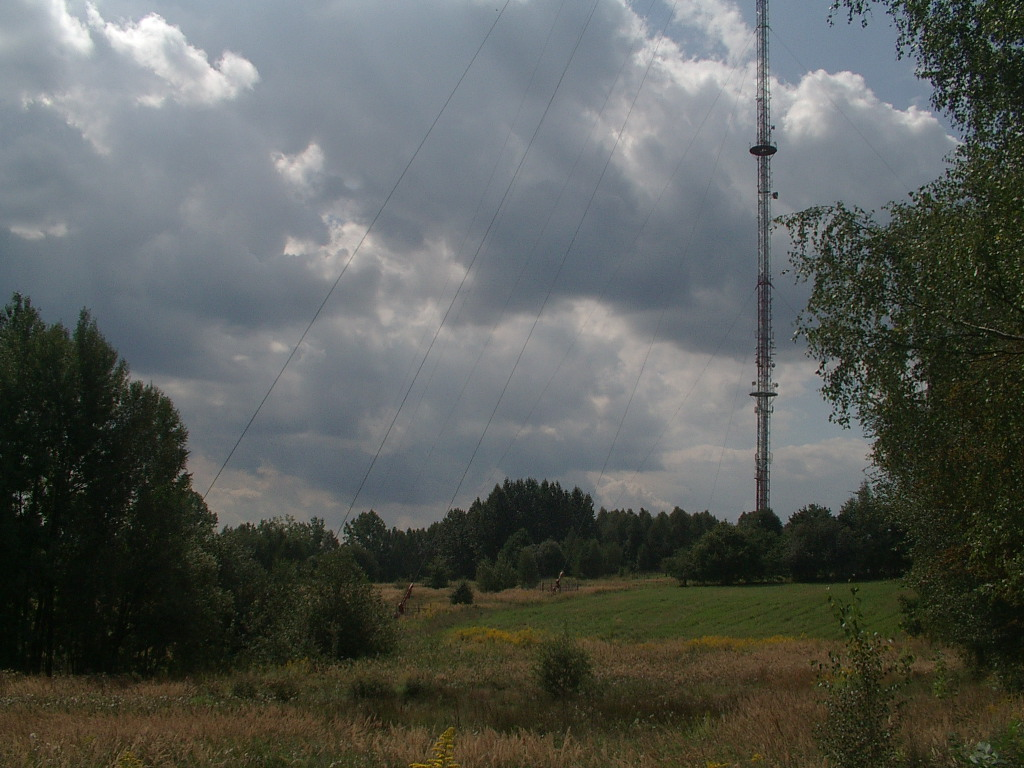
Rozkład lin napinających
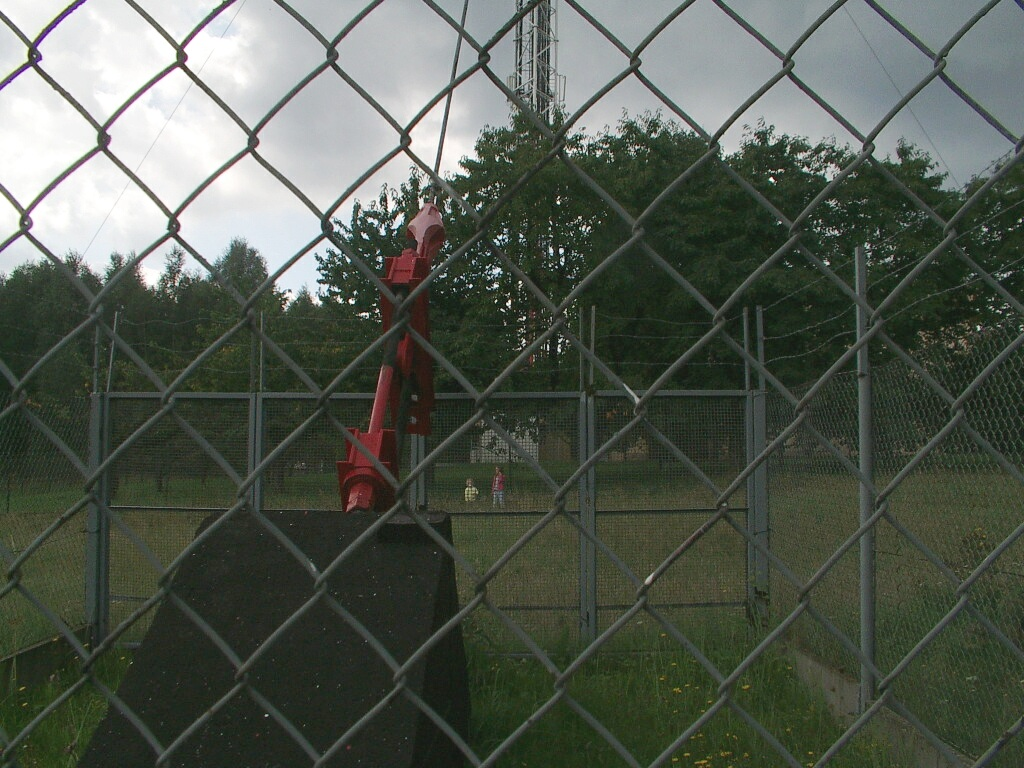
Mocowanie najkrótszej liny napinającej
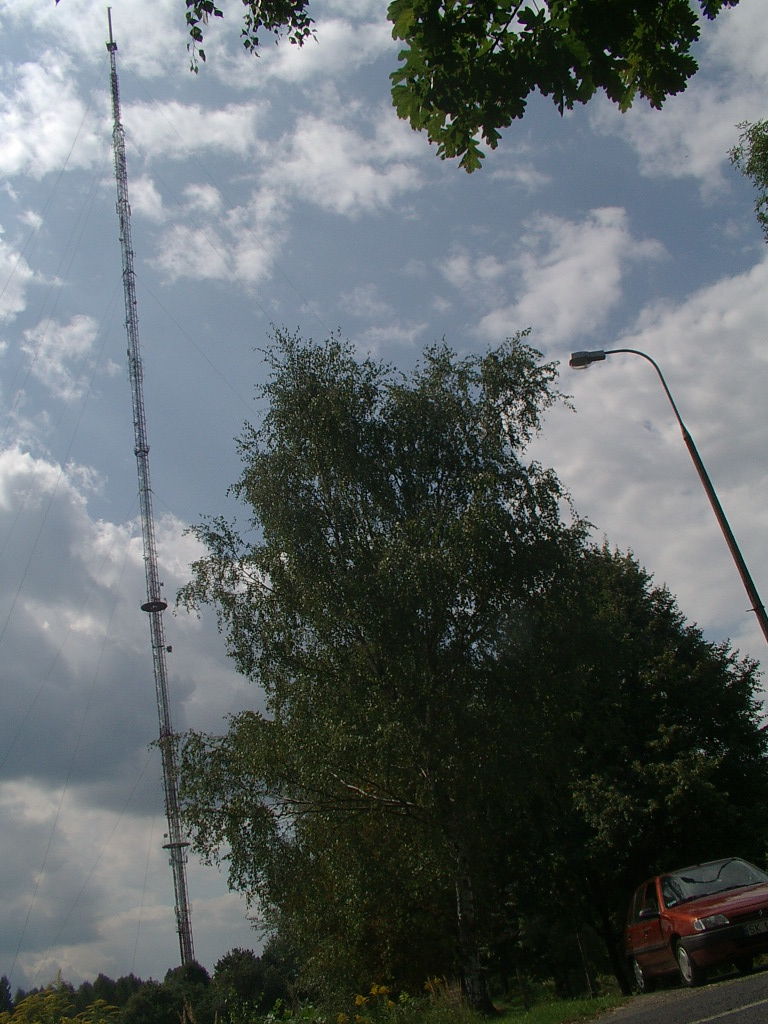
Widok od ul. Orła Białego
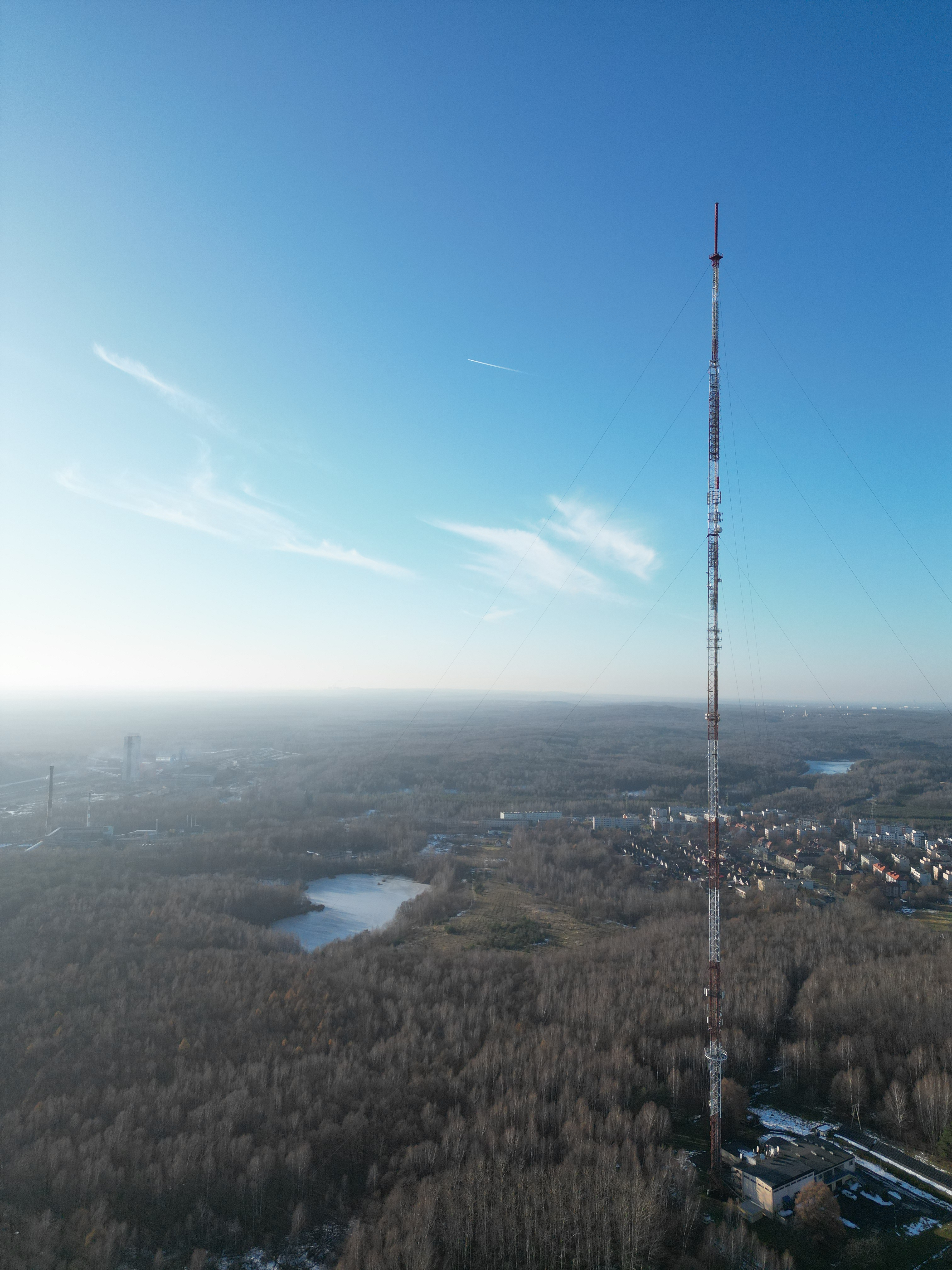
Maszt Radiowy w Myslowicach - Wesola , zdjecie: Bartosz Sakwerda